# Абашевська сільська рада
Аба́шевська сільська рада (рос. Абашевский сельский совет) — сільське поселення у складі Спаського району Пензенської області Росії.
Адміністративний центр — село Абашево.

## Населення
Населення — 395 осіб (2019; 481 в 2010, 545 у 2002).

## Склад
До складу сільської ради входять:
| Населений пункт | Населення, осіб (2002) | Населення, осіб (2010) |
| --------------- | ---------------------- | ---------------------- |
| Абашево, село   | 475                    | 422                    |
| Свищево, село   | 70                     | 59                     |